# Ligne de tramway 403
La ligne 403 est une ancienne ligne de tramway du Groupe de Tournai de la Société nationale des chemins de fer vicinaux (SNCV) qui a fonctionné entre le 24 décembre 1903 et le 8 août 1954.

## Histoire
La ligne est mise en service le 24 décembre 1903 en traction vapeur entre la gare d'Ath et Œudegien (nouvelle section, capital 99), la section Bouvignies Jonction - Ath Gare est commune avec la ligne 402 Tournai - Frasnes-lez-Anvaing prolongée le même jour vers Ath. L'exploitation est assurée par la SA des Tramways urbains et vicinaux (TUV),.
Le 30 juin 1904, la ligne est prolongée d'Œudegien vers la station de Lahamaide (nouvelle section, capital 99) puis le 1er octobre 1906 de Lahamaide vers la gare de Flobecq (nouvelle section, capital 99),.
Le 11 janvier 1913, les capital 99 « Ath - Flobecq » est fusionné dans le n°95 « Banlieue de Tournai ».
La retraite allemande en octobre 1918 entraine la suspension du service qui ne reprendra que le 30 avril 1921, la SNCV ayant entre-temps en 1920 repris l'exploitation du réseau de Tournai, elle fait de même à la remise en service de la ligne,.
Le 15 décembre 1933, la traction vapeur est remplacée par des autorails.
La ligne est supprimée le 8 août 1954, entrainant la fermeture à tout trafic de la section Ath Gare - Flobecq Rue Georges Jouret (capital 95), la courte section depuis cette rue jusqu'à la gare de Flobecq restant en service pour la ligne 370/2. Elle est remplacée par ligne d'autobus sous l'indice 10,.

## Vestiges
- Dépôts et stations : Flobecq.

## Infrastructure

### Dépôts et stations
Flobecq (gare), Lahamaide.

## Exploitation

### Horaires
Tableaux :
- 403 en 1931[8].
- 814 en 1950[9].